# Carpinone
Carpinone es una localidad y comune italiana de la provincia de Isernia, región de Molise, con 1254 habitantes.

## Evolución demográfica
| Gráfica de evolución demográfica de Carpinone entre 1861 y 2001 |
|                                                                 |
| Fuente ISTAT - elaboración gráfica de Wikipedia                 |